# Thomas Campion
Thomas Campion (còn gọi là Campian, 12 tháng 2 năm 1567 – 1 tháng 3 năm 1620) – là bác sĩ, nhà thơ, nhạc sĩ người Anh. Ông viết hơn một trăm lute song, masque và một luận văn về kỹ thuật âm nhạc.

## Cuộc đời
Campion sinh ở London. Sớm mồ côi cả cha lẫn mẹ nhưng nhờ tài sản thừa kế nên Campion có thể học tại Đại học Cambridge. Sau đó Campion học luật ở Gray Inn, vào ngày 10 tháng 2 năm 1605 tốt nghiệp Y khoa ở Đại học Caen.
Năm 1591 in tập thơ đầu tiên và sau đấy đã trở thành một nhạc sĩ và nhà thơ nổi tiếng viết cả tiếng Anh lẫn tiếng Latin. Thomas Campion mất tại London ngày 1 tháng 3 năm 1620.

## Sự nghiệp
Năm 1591 ông xuất bản Astrophel and Stella. Năm 1595 ông xuất bản Poemata, a collection of Latin panegyrics, elegies and epigrams. Năm 1601 ông cho ra tập nhạc A Booke of Ayres. Năm 1602 ông công bố một nghiên cứu của mình Observations in the Art of English Poesie.
Năm 1607, ông đã viết và cho xuất bản một masque. Cùng năm đó, ông đã viết thêm ba masque nữa là The Lords' Masque cho hôn nhân của Elizabeth của Bohemia, công trình thứ hai là cho Anne của Đan Mạch và công trình thứ ba là cuộc hôn nhân giữa Robert Carr, bá tước thứ nhất của Somerset và Frances Carr, nữ bá tước của Somerset.
Năm 1615, ông xuất bản cuốn sách về đối âm, A New Way of Making Fowre Parts in Counterpoint By a Most Familiar and Infallible Rule Một thời gian sau năm 1617, xuất hiện Third and Fourth Booke of Ayres. Năm 1619, ông xuất bản Epigrammatum Libri II. Umbra Elegiarum liber unus, là một bản in lại trong bộ sưu tập năm 1595.

## Danh mục tác phẩm
- Astrophel and Stella (1591)
- Poemata, a collection of Latin panegyrics, elegies and epigrams (1595)
- A Booke of Ayres (1601)
- Observations in the Art of English Poesie (1602)
- The Lords' Masque (1607)
- A New Way of Making Fowre Parts in Counterpoint By a Most Familiar and Infallible Rule (1615)
- Third and Fourth Booke of Ayres (1617)
- Epigrammatum Libri II. Umbra Elegiarum liber unus (1619)